# Leszek Borkowski (bokser)

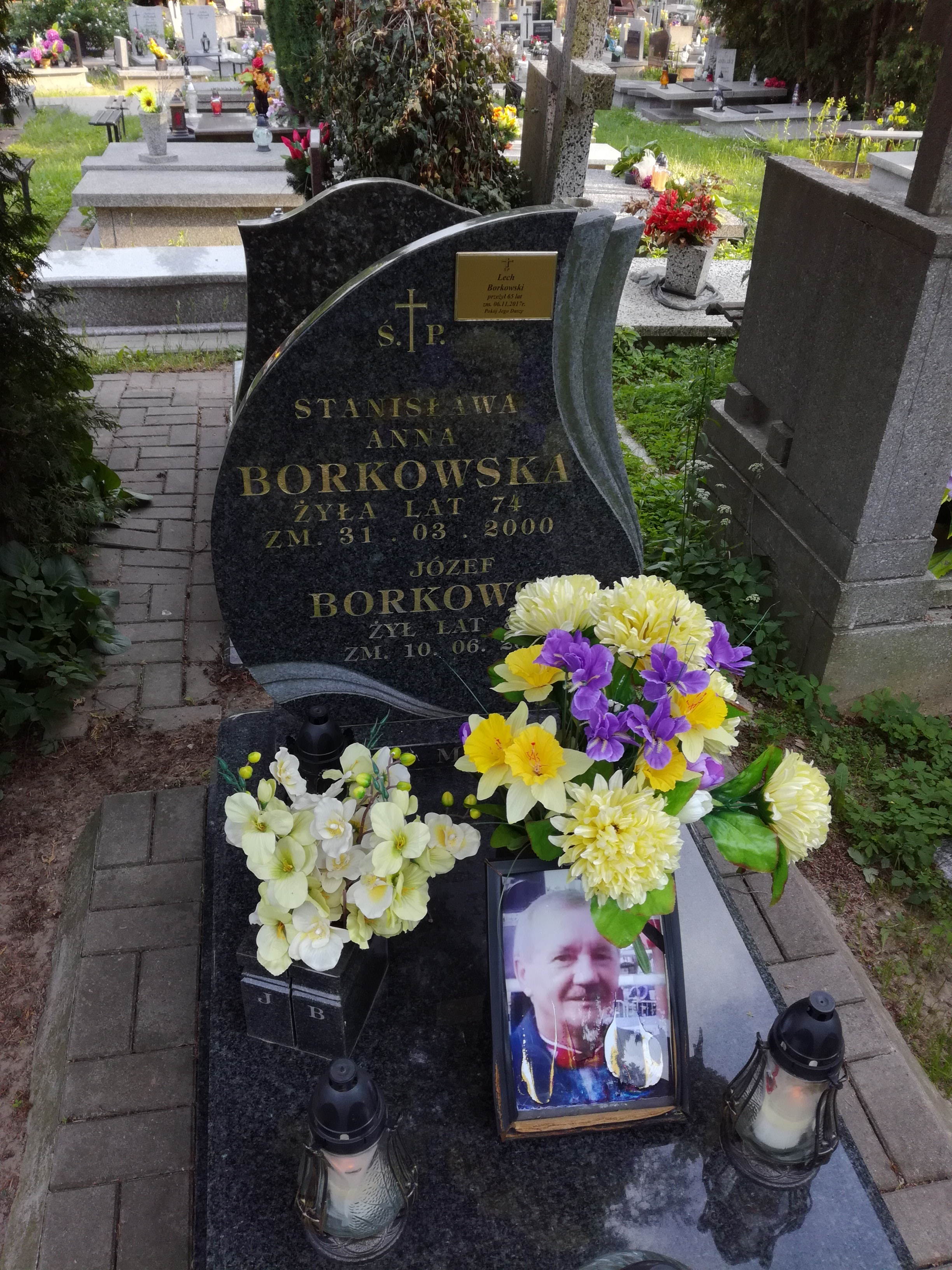
Grób Leszka Borkowskiego na cmentarzu Doły

Leszek Borkowski (ur. 27 czerwca 1952 w Łodzi, zm. 6 listopada 2017 tamże) – polski bokser, olimpijczyk.

## Kariera
Startował w wagach muszej (do 51 kg) i koguciej (do 54 kg). Był uczestnikiem pierwszych Mistrzostw Świata w Hawanie 1974, gdzie doszedł do ćwierćfinału wagi muszej, w którym przegrał z późniejszym mistrzem Douglasem Rodríguezem z Kuby. Dwa lata później startował w Igrzyskach Olimpijskich w Montrealu 1976 w wadze koguciej, ale przegrał pierwszą walkę.
Pięć razy zdobywał mistrzostwo Polski: w wadze muszej w 1974 i w wadze koguciej w 1975, 1977, 1978 i 1979. Był też dwa razy wicemistrzem (w 1973 w wadze muszej i w 1976 w wadze koguciej) i dwa razy brązowym medalistą (w 1980 i 1981 w wadze koguciej).
Wygrał kilka turniejów międzynarodowych, m.in. „Czarne Diamenty” w 1973 w wadze muszej.
Był zawodnikiem Gwardii Łódź.
Pochowany na cmentarzu komunalnym Doły w Łodzi.